# 남자 100m 달리기 대한민국 기록 추이
남자 100m 달리기 대한민국 기록 추이는 다음과 같다.

## 수동 계시
| # | 기록   | 바람 | 차이    | 선수   | 소속        | 날짜         | 대회명                                                              | 개최지        | 경기장      | 주석 및 기타 |
|   | 11초 8 |      |         | 김장율 | 양정고보    | 1926. 6. 13  | 조만 대항 대회                                                      |               |             |              |
|   | 11초 6 |      |         | 이경민 | 경성        | 1927. 7. 26  | 동경 유학생 고국 방문 대회                                          |               |             |              |
|   | 11초 6 |      |         | 정용길 | 조축        | 1928. 6. 23  | 조선신궁대회                                                        |               |             |              |
|   | 11초 5 |      |         | 김복명 | 평북        | 1929. 10. 5  | 조선오륜 (예선)                                                     |               |             |              |
|   | 11초 0 |      |         | 김운서 | 경성        | 1933. 06. 24 | 제9회 전 조선 육상 대회                                             | 경성          | 경성 운동장 |              |
|   | 10초 7 |      |         | 김유택 | 배재고보    | 1936. 09. 20 | 일본선수권 (예선)                                                   |               |             |              |
|   | 10초 5 |      |         | 김유택 | 경성고상    | 1939. 8. 10  | 조선일관서학생대항전                                                |               |             |              |
|   | 10초 5 | =    |         | 정기선 | 석공        | 1963. 06. 15 | 제17회 전국 남녀 육상 경기 선수권 대회                              | 대한민국 서울 | 효창운동장  | [ 1 ]        |
|   | 10초 5 |      |         | 정기선 | 석공        | 1964. 05. 09 | 전국 육상 선수권 대회 겸 동경 올림픽 파견 육상 선수 제3차 선발 대회 | 대한민국 서울 | 효창운동장  | [ 2 ]        |
|   | 10초 3 |      | - 0.2초 | 정기선 | 석공        | 1966. 09. 24 | 아시아 육상 선수권 대회 파견 최종 선발전                            | 대한민국 서울 | 효창운동장  | [ 3 ]        |
|   | 10초 3 |      | =       | 서말구 | 육군 원호단 | 1979. 04. 14 | 아세아 선수권 최종선발                                              | 대한민국 서울 | 서울운동장  | [ 4 ]        |

## 전자 계시
| # | 기록    | 바람 | 차이    | 선수   | 소속         | 날짜         | 대회명                                 | 개최지           | 경기장           | 주석 및 기타 | 동영상                           |
|   | 10초 34 |      |         | 서말구 | 동아대학교   | 1979. 09. 09 | 제10회 하계 유니버시아드               | 멕시코 멕시코 시 |                  | [ 5 ]        |                                  |
|   | 10초 31 |      | -0.03초 | 김국영 | 안양시청     | 2010. 06. 07 | 제64회 전국육상경기선수권대회 (예선)   | 대한민국 대구    | 대구 스타디움    | [ 6 ]        |                                  |
|   | 10초 23 |      | -0.08초 | 김국영 | 안양시청     | 2010. 06. 07 | 제64회 전국육상경기선수권대회 (준결선) | 대한민국 대구    | 대구 스타디움    | *            | [ 깨진 링크 ( 과거 내용 찾기 ) ] |
|   | 10초 16 | 1.8m | -0.07초 | 김국영 | 안양시청     | 2015. 07. 09 | 제28회 하계 유니버시아드 (예선)        | 대한민국 광주    | 광주월드컵경기장 |              |                                  |
|   | 10초 13 | 1.8m | -0.03초 | 김국영 | 광주광역시청 | 2017. 06. 25 | 제45회 KBS배 전국육상경기대회 (준결선) | 대한민국 정선    | 정선 종합운동장  |              |                                  |
|   | 10초07  |      | -0.06초 | 김국영 | 광주광역시청 | 2017. 06. 27 | 제45회 KBS배 전국육상경기대회 (결선)   | 대한민국 정선    | 정선 종합운동장  |              |                                  |

## 같이 보기
- 여자 100m 달리기 대한민국 기록 추이
- 남자 100m 달리기 세계 기록 추이
- 여자 100m 달리기 세계 기록 추이